# Salou (Vic)
Salou és una masia de Vic (Osona) inclosa a l'Inventari del Patrimoni Arquitectònic de Catalunya.

## Descripció
Edifici civil. Masia orientada a migdia. És de planta rectangular i coberta a dues vessants, amb el carener paral·lel a la façana, que presenta un portal rectangular amb la llinda de roure. És una casa de petites dimensions que consta només de planta baixa i primer pis, per bé que està envoltada de diversos cossos afegits. A la part posterior hi ha un cos reforçat modernament per un contrafort, així com la teulada, que també s'ha refet. A la part de migdia hi ha una cabanya coberta a una sola vessant. És construïda amb pedra i actualment s'està reformant sense respectar el tipus constructiu de l'antiga masia. L'estat de conservació és bo.

## Història
Antic mas que pertanyia al reduït terme del Castell de Sentfores, el qual era més reduït que el de la parròquia. D'aquí ve que avui pertanyi a la parròquia de Muntanyola però al terme de Sentfores.
No s'ha trobat cap dada constructiva que permeti assenyalar l'època de construcció o reforma del mas.
Segons Pladesala, aquest mas és anterior al segle xv.